# Герольд

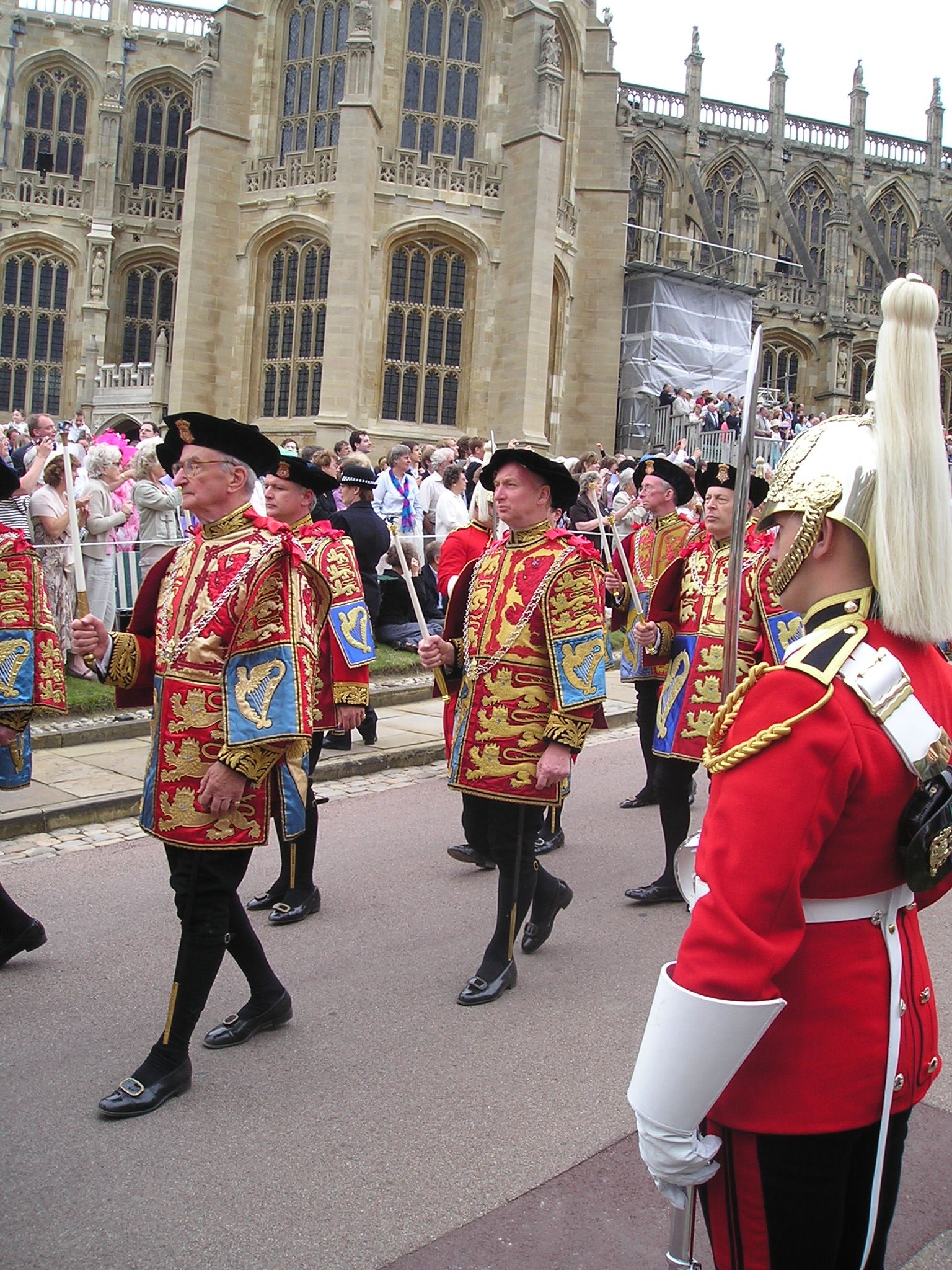
герольди на процесії у Віндзорі, 2006 р.

Герольд (від лат. heraldus; нім. herold, фр. héraut, англ. herald «провісник», «вісник», «вістун», «глашатай») — своєрідні управителі турнірами, які стали першими офіційними особами, вони описували та тлумачили фігури на лицарських щитах. Завдяки цьому виробилися правила складання гербів. Що зрештою стало загально прийнятним для всіх, і цього неухильно стали дотримуватися. Герольди стали носіями системи певних знань, які увібрали правила створення гербів, опису та використання їх; також вони встановили відповідні способи вирізнення та норми графічного відтворення геральдичних символів.
Герольди систематизували знання про герби, виробили загальні принципи та правила їхнього укладання для їхнього розпізнавання. Саме вони створили науку «гербознавство» або «геральдика». Існує два варіанти походження термінів «геральдика» і «герольд»: від пізньолатинського «heraldica» (від «heraldus»), від німецького «herald» з дещо зіпсованим нім. Heeralt у значенні «ветеран». Так називали в середньовічній Німеччині людей з репутацією доблесних і хоробрих воїнів, котрих запрошували як почесних гостей та обізнаних суддів на лицарські турніри, на різні урочистості. Ці ветерани-герольди зберігали звичаї лицарства, виробляли правила турнірів, стежили за їхнім дотриманням, а також оголошували поєдинки та імена їхніх учасників. Що вимагало спеціальних знань, тому герольд як добре обізнаний у генеалогії шляхетних родин, чиї представники брали участь у боях, вмів розпізнавати герби лицарів, які з'їжджалися на турнір.
Обов'язки герольда поділяють на три групи:
- на них покладалося оголошення війни, укладення миру, пропозиція здати фортецю на милість переможця й т.п. (також і підрахунок вбитих та поранених після битви й оцінка доблесті лицарів);
- вони зобов'язані були бути присутніми під час усіх урочистих церемоній (наприклад, коронація або поховання короля, зведення в лицарську гідність, урочиста аудієнція і т. д.);
- на них покладені були й геральдичні обов'язки — складання гербів, родоводів тощо.

По XVIII століттю герольди втратили своє середньовічне значення. Потребують їхніх послуг лише в разі будь-якої урочистої церемонії: коронації принців, одруження князів тощо. У цьому значенні герольди існували, зокрема, в Російській імперії.
Наразі герольдами називаються особи, уповноважені верховною владою сповістити про будь-яку подію або про участь в особливих урочистих церемоніях.